# Cyrioctea spinifera
Cyrioctea spinifera là một loài nhện trong họ Zodariidae.
Loài này thuộc chi Cyrioctea. Cyrioctea spinifera được Hercule Nicolet miêu tả năm 1849.
1. ↑  Platnick, Norman I. (2010): The world spider catalog, version 10.5. American Museum of Natural History.

biologie|2011|10|21}}